# Gladiolus dolomiticus
Gladiolus dolomiticus är en irisväxtart som beskrevs av Anna Amelia Obermeyer. Gladiolus dolomiticus ingår i släktet sabelliljor, och familjen irisväxter. Inga underarter finns listade i Catalogue of Life.